# المنافرات
المنافرات في الشعر الجاهلي هي محاكمات أدبية بين شخصين أو قبيلتين، حيث يتنافسان في إظهار مآثرهم ومفاخرهم، ويحتكمان إلى حكم ليحكم بينهما في أيهما أفضل. وكانت هذه المنافسات تتم في مجالس عامة، ويقوم كل طرف بتقديم حججه وأشعاره، ثم يحكم بينهم محكم متفق عليه.

## الأصل

### لغةً
المنافرة تعني المفاخرة والمحاكمة، وأصلها من قولهم "أيّنا أعز نفرًا؟".

### اصطلاحًا
هي محاكمة في الحسب والنسب والمفاخرة فيهما، حيث يقوم كل طرف بتقديم ما لديه من مآثر ومفاخر ليحكم له.

## الأركان
للمنافرات أركان لا تكتمل إلا بها:
1. المتنافران: وهما الشخصان أو القبيلتان اللذان يتنافران.
2. المحكم: وهو الشخص الذي يختارونه ليحكم بينهم.
3. المحاكمة: وهي العملية التي يتم فيها تقديم الأدلة والبراهين والمفاخر من المتنافرين.[1][4]

## الأهداف
أهم أهداف المنافرات هي:
- إثبات التفوق والتميز بين المتنافرين في الحسب والنسب والمفاخر.
- إظهار مآثر القبيلة ومفاخرها.
- الحسم في النزاعات التي قد تنشأ بين الأفراد أو القبائل.[3][1]

## أشهر الأمثلة
من أشهر المنافرات:
- منافرة امرئ القيس وعلقمة بن عبدة: تنافرا في وصف الفرس، وحكما بينهما الحكم بن مالك.[2]
- منافرة عامر بن الطفيل وعلقمة بن علاثة: تنافرا في الحسب والنسب، وحكما بينهما هرم بن قطبة الفزاري.[4]
- منافرة حرب بن أمية وعبد المطلب بن هاشم: تنافرا في حماية التاجر اليهودي، وحكم بينهما نفيل بن عبد العزى.[5]